# Итауна
Итауна (порт. Itaúna) — муниципалитет в Бразилии, входит в штат Минас-Жерайс. Составная часть мезорегиона Запад штата Минас-Жерайс. Находится в составе крупной городской агломерации . Входит в экономико-статистический микрорегион Дивинополис. Население составляет 84 598 человек на 2006 год. Занимает площадь 495,875 км². Плотность населения — 170,6 чел./км².

## История
Город основан 16 сентября 1901 года.

## Статистика
- Валовой внутренний продукт на 2003 год составляет 677 628 079,00 реалов (данные: Бразильский институт географии и статистики).
- Валовой внутренний продукт на душу населения на 2003 год составляет 8360,62 реалов (данные: Бразильский институт географии и статистики).
- Индекс развития человеческого потенциала на 2000 год составляет 0,823 (данные: Программа развития ООН).

## География
Климат местности: тропический.